# Dovydas Neverauskas
Dovydas Neverauskas (né le 14 janvier 1993 à Vilnius en Lituanie) est un lanceur droitier des Pirates de Pittsburgh de la Ligue majeure de baseball.
Dovydas Neverauskas est le premier joueur de baseball né en Lituanie à atteindre les Ligues majeures de baseball,.

## Carrière
Remarqué aux essais de l'académie européenne de baseball en Italie, il signe son premier contrat professionnel en 2009 avec les Pirates de Pittsburgh. Vers 2015, après cinq saisons complètes de ligues mineures dans l'organisation des Pirates, Neverauskas transitionne du rôle de lanceur partant à celui de lanceur de relève.
Dovydas Neverauskas fait ses débuts dans le baseball majeur comme lanceur de relève des Pirates de Pittsburgh le 24 avril 2017.